# Ходоров (Киевская область)
Ходоров (укр. Ходорів) — село, входит в Мироновский район Киевской области Украины.

## История
Селение известно с 1506 года.
В 1796 году село Ходоров вошло в состав Трактомировской волости Каневского уезда Киевской губернии. В XIX веке в селе была построена Рождество-Богородицкая церковь.
В 1903 году здесь насчитывалось 1635 жителей, действовали православная церковь, церковно-приходская школа, еврейский молитвенный дом, несколько мельниц и пароходная пристань.
В 1925 году село было включено в состав Ржищевского района Киевской области.
6 августа 1941 года село заняли наступавшие немецкие войска, в дальнейшем в селе были образованы управа и полицейская комендатура. В ночь с 6 на 7 июля 1943 года два взвода партизан советского партизанского соединения соединения имени Чапаева (26 человек) атаковали немецко-полицейский гарнизон (в состав которого входили немецкий комендант, шесть немецких солдат и 27 полицаев). В результате операции гарнизон был уничтожен, комендатура и управа — сожжены. В ходе битвы за Днепр 12 августа 1943 года село было освобождено от немецких войск.
В марте 1995 года Верховная Рада Украины внесла находящийся в селе Дом творчества государственной телерадиокомпании Украины в перечень предприятий и организаций, приватизация которых запрещена в связи с их общегосударственным значением.
По переписи 2001 года население составляло 155 человек.

## Местный совет
08812, Київська обл., Миронівський р-н, с. Грушів, вул. Леніна,27

## Известные уроженцы
- Волковинская, Прасковья Григорьевна (1938—2006) — советская украинская ткачиха, Герой Социалистического Труда.
- Москаленко, Михаил Захарович (1898—1985) — деятель советского ВМФ, вице-адмирал.
- Криворук Авраам Шаевич (1908—1980) — заслуженный сталевар, кавалер Ордена Ленина.